# Maison collective de l'Institut textile

La Maison collective de l'Institut textile (parfois appelée la Maison de Nikolaev) est un bâtiment emblématique du mouvement architectural constructiviste situé dans le quartier Donskoy à Moscou en URSS à l'époque. Le bâtiment dessiné par Ivan Nikolaev pour accueillir 2 000 étudiants, fut bâti en 1929-1931 et servit de dortoir pour les étudiants jusqu'en 1996. Alors qu'en 2008 une partie du bâtiment est affectée à des bureaux, la majeure partie du bâtiment est abandonnée et désossée ; le propriétaire actuel, l'Institut de l'acier et des alliages de Moscou, a prévu de réhabiliter cette construction délabrée en un campus moderne.

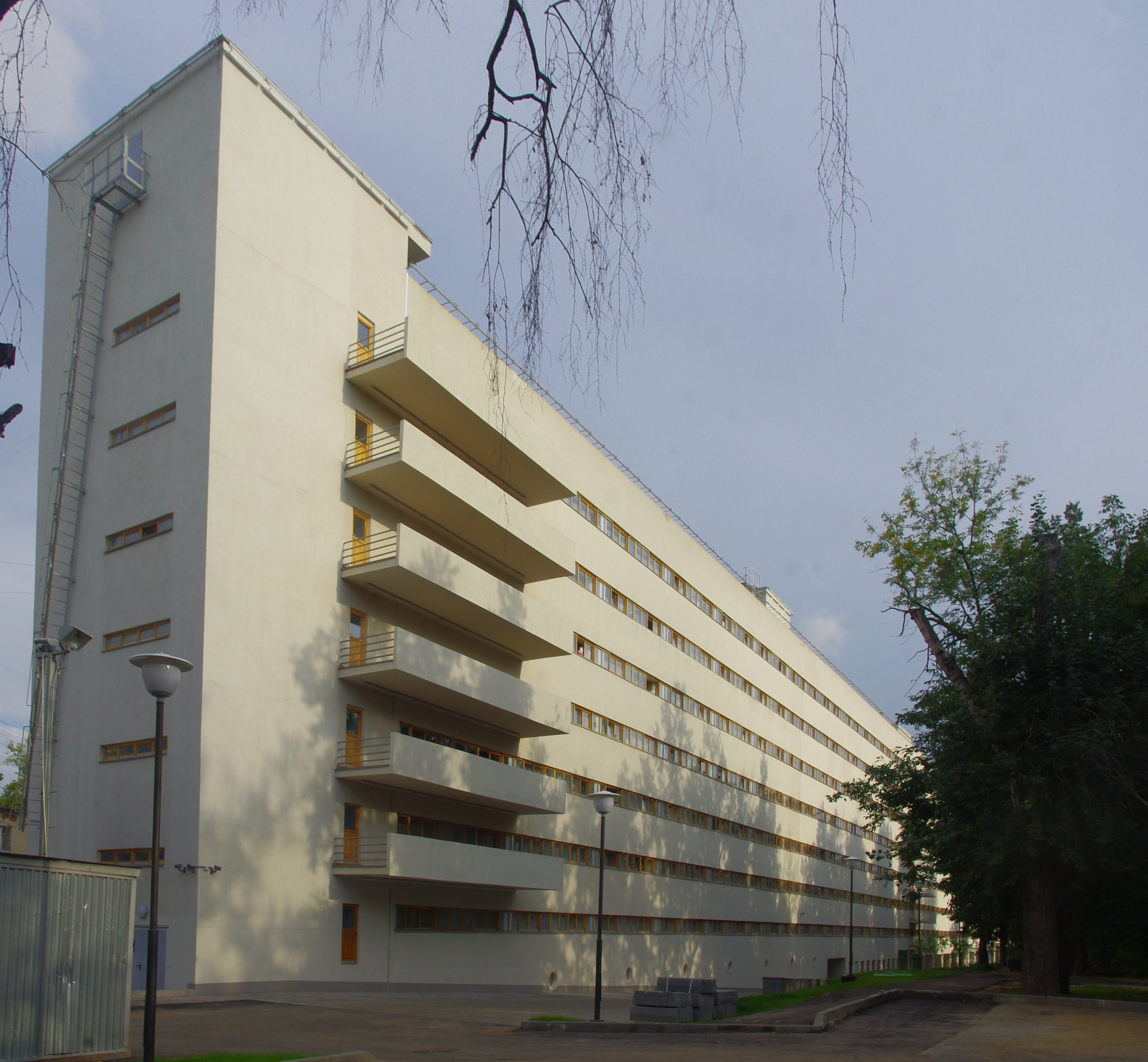
Maison collective de l'Institut textile.

## Le projet
La Maison collective de l'Institut textile sera le premier projet personnel d'Ivan Nikolaev alors âgé de 28 ans et membre du groupe OSA ; la commande qui lui échut n'était qu'une partie d'un projet plus important comprenant trois campus pour étudiants situés dans les zones alors résiduelles de Moscou. Le cahier des charges indiquait un coût maximum de construction et un volume par étudiant (50 m3) assez modeste. Chaque équipement, de la cage d'escalier à la bibliothèque, était compté dans le quota, ce qui de fait diminuait d'autant la surface effective allouée à l'espace de vie des étudiants. Bien sûr tous les architectes résolurent cette contrainte en réduisant l'espace vital, mais la proposition de Nikoleav fut la plus radicale de toutes.
La règle principale du concept de Nikolaev était une séparation physique stricte des espaces d'étude collectifs, des services (cafétéria, douches et pièces de rangement) et des espaces de vie. C'est pourquoi le bâtiment adopte une forme en « H » : l'immeuble des services se connectait un dortoir de 200 mètres de long sur huit niveaux avec un bâtiment de trois niveaux consacré à l'étude. Parce que toutes les affaires des étudiants, – depuis les livres jusqu'au linge – devaient être enfermées dans des pièces de rangement verrouillées, Nikolaev réussissait à réduire les chambres des dortoirs à de simples pièces réduites à la fonction de dormir. Dans le projet initial il était prévu de simples cabines de sommeil pour deux personnes de 2x2 mètres et 3,2 mètres de haut. Elles n'avaient aucune fenêtre et étaient reliées par une porte à de longs couloirs courant le long du mur extérieur. Nikilaev essayait de compenser le manque d'espace par un système de ventilation élaboré. Sa proposition a semblé trop radicale, même à l'avant-garde soviétique, et les cabines se sont élargies à des dimensions plus généreuses de 2,7x2,3 mètres avec en plus une vraie fenêtre.
Ces fenêtres strient les 200 mètres du bâtiment sur toute sa longueur – des fenêtres en bande, étroites et sans dormant apparent. Elles ne faisaient que 90 centimètres de haut (110 centimètres depuis la rénovation de 1968). Le bâtiment des dortoirs est une structure poteaux-poutres métallique. Initialement Nikolaev avait dessiné toutes les poutres en acier, mais à cause de la pénurie de métal il finit par remplacer la structure des planchers intérieurs par des poutrelles en bois. Le bâtiment avait des monte-charge mais ils étaient réservés uniquement au matériel. Au lieu de cela les étudiants disposaient de trois spacieuses cages d'escalier – deux dans le bâtiment des dortoirs et une dans celui des services. Cette dernière avait une forme particulière en triangle avec une rampe douce à la place de marches, à l'instar de ce que faisait Le Corbusier à la même époque. On compare parfois cette rampe à la rampe hélicoïdale du musée Guggenheim de New York.
Selon Nikolaev la vie estudiantine aurait pratiquement dû être réglée sur un mode militaire. Après un réveil en commun par alarme, tous les étudiants se seraient rendus sur le lieu des exercices physiques en commun (un gymnase l'hiver, une zone en plein air l'été) ; à partir de ce moment les dortoirs auraient été fermés pour la journée. Après leurs exercices, les étudiants auraient pris une douche et se seraient habillés dans le local des vestiaires communs ; après avoir déjeuné à la cantine ils auraient suivi l'emploi du temps de leur établissement scolaire – soit dans des amphithéâtres à l'extérieur soit dans l'immeuble destiné à l'étude. Nikolaev suggérait de diffuser de l'ozone par le système de ventilation la nuit, et étudia aussi l'idée de placer les étudiants sous sédatifs pour s'assurer qu'ils s'endormiraient tous à l'heure adéquate (russe : "не исключена возможность усыпляющих добавок", ne pas exclure la faisabilité d'utiliser des produits pour dormir). À part les sédatifs par système centralisé, cet ordre paramilitaire fut dans les faits maintenu les premières années de l'opération, mais par la suite le règlement s'est adouci.

## De la décadence à la réhabilitation
En 1941, la faculté de l'Institut textile fut évacuée et dissoute ; le campus laissé vacant fut investi par les militaires. Après la Seconde Guerre mondiale l'Institut de l'acier et des alliages de Moscou prit possession des lieux pour y installer son campus ; les étudiants qui se rendirent sur les lieux en 1945 trouvèrent le bâtiment infesté de punaises. Bien que les architectes contemporains considèrent la qualité initiale de construction du bâtiment comme plutôt bonne pour l'époque dès les années 1960 il était délabré. En 1968 il fut rénové par Yakov Belopolsky sous la supervision de Nikolaev. Le projet porta une grande attention aux besoins réels des étudiants mais fut contraint par la structure existante et le budget. Par exemple les cabinets de toilette en commun situés aux extrémités du bâtiment de 200 mètres de long furent agrandis en ajoutant des douches. Cependant cela ne faisait jamais que deux pièces comme cela par étage, et les étudiants résidant au centre du bâtiment avaient encore 100 mètres aller et 100 mètres retour à parcourir. Les cabinets de sommeil furent légèrement élargis en prenant sur les couloirs, et les fenêtres agrandies.
Les trois décennies suivantes l'immeuble se détériora à nouveau. Il perdit son auvent devant l'entrée principale dans les années 1980, et les balcons filants furent déposés en 2006 pour des raisons de sécurité. Les dortoirs furent fermés en 1996 ; tous les planchers et les cloisons furent abattus à l'intérieur, révélant une structure métallique dans une coquille vide. Le campus appartient toujours officiellement à l'Institut de l'acier, mais les espaces de l'ancien bloc des équipements et des salles d'étude sont affectés à une salle de restauration pour des organisations sans rapport entre elles Des professionnels de l'architecture et le public en général étaient et sont toujours bien conscient de l'état déplorable dans lequel se trouve ce monument, en partie parce qu'il se situe à côté du pensionnat de l'Institut architectural de Moscou et de ce fait est souvent pris comme objet d'étude lors du cursus.
Un nouveau plan de réhabilitation, supervisé par Vladimir Kulish de l'Institut architectural de Moscou, a été approuvé en 2007 avec une estimation des coûts de 600 millions de roubles (19 millions d'euros). Selon ces plans, les chambres seraient agrandies à 11 m2 pour une chambre simple et 17 m2 pour une double, avec une douche et des toilettes par chambre. Le bâtiment des études serait rénové pour retrouver son état et sa fonction d'origine En mars 2008 la réhabilitation a trouvé un financement grâce à des fonds alloués spécialement par la fédération.